# Єжево (Жнінський повіт)
Єжево (пол. Jeżewo, нім. 1940–45 Holzenau) — село в Польщі, у гміні Лабішин Жнінського повіту Куявсько-Поморського воєводства.
Населення — 217 осіб (2011).
У 1975-1998 роках село належало до Бидгощського воєводства.

## Демографія
Демографічна структура станом на 31 березня 2011 року:
|          | Загалом | Допрацездатний вік | Працездатний вік | Постпрацездатний вік |
| -------- | ------- | ------------------ | ---------------- | -------------------- |
| Чоловіки | 106     | 26                 | 67               | 13                   |
| Жінки    | 111     | 21                 | 67               | 23                   |
| Разом    | 217     | 47                 | 134              | 36                   |